# Att sörja Linnea
Att sörja Linnea är en svensk TV-pjäs, regisserad av Åsa Kalmér, och ursprungligen sänd i SVT den 2 november 2004. 
Pjäsen handlar om en äldre man som en kall vinterdag i Stockholm möter sin döda dotter.

### Fotnoter
1. ↑  ”Svensk mediedatabas”. http://smdb.kb.se/catalog/search?q=%22Att+s%C3%B6rja+Linnea%22+typ%3Atv&sort=OLDEST. Läst 6 april 2011.